# Маноле Русет
Маноле Русет е влашки и молдовски владетел по време на военните окупации на Дунавските княжества от Руската империя.
Женен е за Ралиня/Ралица, сестра на Григоре III Гика. Майка му е правнучка на Антон Росети или Русет, молдовски господар (1675-1678).
Маноле е типичен представител на османската провинциална знат на XVІІІ век. Роден и израсъл в Константинопол и тясно свързан с духа на фанариотщината, той е последователно молдовски сердар (1755); капукехая (1756); спатар (1757) на Скарлат Гика; постелник (1760), както и влашки капукехая и сердар (1765) и повторно сердар (1769). Шурей му Григоре III Гика го назначава за каймакам на Крайова (Олтения). Фанариот по дух предава османската кауза с началото на руско-турската война (1768 – 1774) и се поставя на руско разположение.
Първоначално руснаците го прогонват от Крайова и Русет се спасява в Трансилвания, откъдето се мести във Видин. Привикан от великия везир в Бабадаг, за да му бъде отново поверена Олтения от Крайова след руското оттегляне. През октомври 1771 година след руското завръщане във Влахия отново напуска Крайова и Олтения, местейки се в Банат. През март 1772 година през Мехадия и Видин се мести в Никопол, откъдето формално властва над окупираното от руснаците Влашко по време на мирните преговори в Букурещ и където дочаква Кючуккайнарджийския мирен договор.
След мира е заподозрян в предателство и изпратен през 1776 година в изгнание на Наксос до 1781 година. На 18 май 1788 г. е поставен за молдовски войвода и господар и заедно с влашкия войвода и господар Николай Маврогени получава задачата да прогони немците и руснаците от територията на дунавските княжества по време на австро-турската война (1787 – 1791) и руско-турска война (1787 – 1792). Явно съзнавайки неизбежността на османското поражение преминава на руска страна, получавайки ниска благородническа титла, след което се заселва в Херсон, където умира няколко години след Яшкия мирен договор и е погребан в двора на катедралата. 